# Chatia Tjqonia
Chatia Tjqonia (georgiska: ხატია ჭყონია), född 16 oktober 1989 i Tbilisi, är en georgisk fotbollsspelare (mittfältare). Hon spelar för närvarande för den turkiska fotbollsklubben İdmanocağı SK. Tjkonia kom till Turkiet år 2009, då hon började spela för Trabzonspors damlag. Där spelade hon sjutton matcher och gjorde nio mål. Hon spelade också tre matcher i Women's Champions League och gjorde ett mål. År 2010 gick hon till İdmanocağı. 
Tjqonia har även spelat landskamper för Georgiens damlandslag i fotboll. I det inledande kvalet till Europamästerskapet 2013 spelade hon alla tre matcher.
Hon gjorde 15 mål i en georgisk ligamatch 2020.